# Шегарский мост
Шегарский мост через Обь расположен на Шегарском тракте (автодороге Р398 Томск — Мельниково). Единственный мост через Обь в Томской области.
На правом берегу Оби близ моста находятся деревни Победа и Оськино Шегарского района, мост выступает их границей, на левом берегу ниже моста по течению расположена деревня Старая Шегарка. В пяти километрах к западу от моста находится село Мельниково — районный центр Шегарского района. Мост обеспечивает связь с областным центром девяти из шестнадцати районов Томской области.
Длина собственно моста — 645 м, общая длина мостового перехода 5,88 километров. Схема моста: 84+3 х 126+2 х 84 метров, габарит проезда Г-11,5 м с двусторонними тротуарами по 1,5 метра. Стоимость мостового перехода – 27,3 млн. рублей. Сдан в эксплуатацию 30 сентября 1987 года.
Мост строился с 1982 по 1987 годы Мостоотрядом-101. До строительства моста здесь действовала паромная (летом) и ледовая (зимой) переправы.